# Rhionaeschna variegata
Rhionaeschna variegata är en trollsländeart som först beskrevs av Fabricius 1775.  Rhionaeschna variegata ingår i släktet Rhionaeschna och familjen mosaiktrollsländor. Inga underarter finns listade i Catalogue of Life.

## Bildgalleri

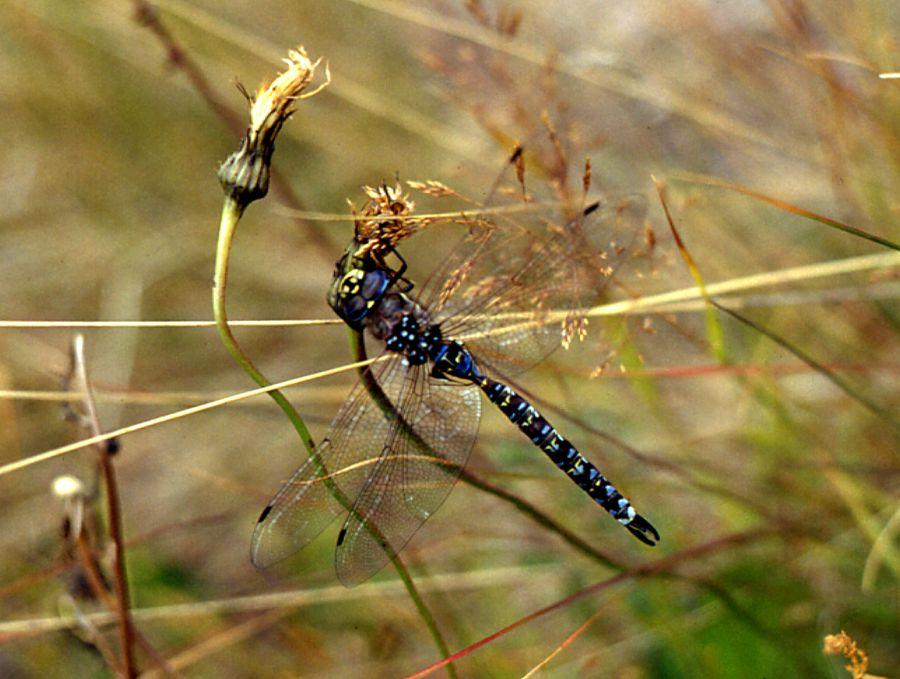